# To Beast or Not to Beast
To Beast or Not to Beast je šesté studiové album finské rockové skupiny Lordi. Vydáno bylo v březnu roku 2013 a jeho producentem byl Michael Wagener. Nahráno bylo mezi září a říjnem předchozího roku. Původně se mělo jmenovat Monsterial Phonica.

## Seznam skladeb
1. „We're Not Bad for the Kids (We're Worse)“ – 3:23
2. „I Luv Ugly“ – 3:48
3. „The Riff“ – 3:44
4. „Something Wicked This Way Comes“ – 4:58
5. „I'm the Best“ – 3:16
6. „Horrifiction“ – 3:29
7. „Happy New Fear“ – 4:46
8. „Schizo Doll“ – 4:34
9. „Candy for the Cannibal“ – 4:43
10. „Sincerely with Love“ – 3:14
11. „SCG6: Otus' Butcher Clinic“ – 3:24

## Obsazení
- Mr. Lordi – zpěv
- Amen – kytara
- Mana – bicí
- OX – baskytara
- Hella – klávesy
- Otus – bicí
- Kita – bicí
- Enary – klávesy
- Magnum – baskytara